# Tour de Ganne
La tour de Ganne, ou simplement tour Ganne, est une ancienne tour fortifiée située à Grez-sur-Loing, dans le département français de Seine-et-Marne. Elle constitue les vestiges du donjon de l'ancien château médiéval, auquel on attribue le nom de château de Grez-sur-Loing. La tour se situe sur la rive gauche du Loing, à proximité de celui-ci.
La tour est classée aux monuments historiques, depuis le 6 juillet 1907.

## Domonymie
On retrouve plusieurs orthographes, dont Ganne, Gannes, Gal, ou Galles. Il s'agirait d'un surnom souvent attribué aux vieilles ruines de château. Il proviendrait, en fait, du latin gannum, signifiant « ridicule »,  ou ganea, signifiant « bouge ».
La tour portait déjà ce surnom à la Révolution lors de sa vente.

## Historique

### Construction
Le roi Louis VI le Gros annexe la vicomté de Gâtinais, à la suite de la révolte de Foulques de Gâtinais. Il étend ainsi le domaine royal.
Ce fief médiéval passa par mariage au XIVe siècle à la famille d'Aussy qui rendent plusieurs hommages aux rois de France, pour leur château de Grez-en-Gâtinais. Édifié dès le Moyen-Âge pour contrôler le passage sur le Loing, ayant un rôle défensif, le château contribue à la fortification des confins de l'Île-de-France (en Beauce et en Gâtinais récemment adjoints à la couronne de France) face à la Bourgogne et la Champagne,. Il est mis en défense et  restauré à la même époque que d'autres chateaux en gatinais. Yèvre le chatel devient Chatellenie Royale à la même époque ainsi que Moret. À l'époque médiévale, le château contribue à la protection du village en plus des quatre portes et du mur d’enceinte.

### Exploitation

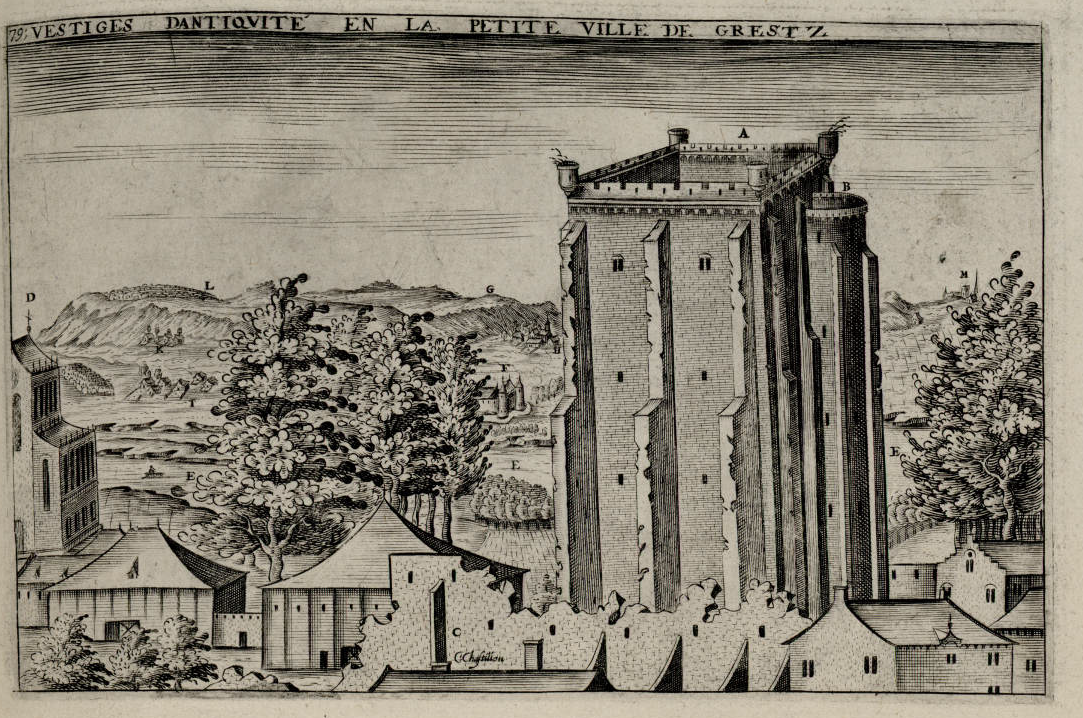
Gravure Vestiges d'Antiquité en la petite ville de Grestz par Claude Chastillon, représentant la tour, vers 1600.

La cour de France étant nomade, l'édifice abrite notamment Blanche de Castille, qui y séjourne de nombreuses fois tout comme à Moret-sur-Loing et à l'abbaye du Lys. On atteste aussi les passages de Philippe IV le Bel et de Jean II le Bon. Le château devient une résidence royale au XIIIe siècle et XIVe siècle, comme l'attestent les chartes et actes signés de ce lieu, apprécié des reines.
La majeure partie du château subit une destruction durant la guerre de Cent Ans en 1359 et 1370. Il ne reste alors plus que le donjon.
On suppose que c'est dans ce donjon, que le 22 septembre 1531, Louise de Savoie, mère de François Ier, décède de la peste qui sévissait alors à Fontainebleau alors qu'elle fuyait vers Romorantin,.

### Démantèlement
Le système de protection devenant déjà archaïque, la forteresse et les murailles sont supposément démantelées à partir du XVIIe siècle, sous le règne d'Henri IV ou à partir du XVIIIe siècle. Cela laisse ainsi la cité ouverte. On peut apercevoir cet état sur une gravure de Cl. Chastillon, vers 1600, qui présente déjà une enceinte ruinée au pied du château.
À la Révolution, l'édifice, ayant appartenu au duc d'Orléans Philippe Egalité, est vendu comme bien national. De nos jours, les ruines restent entretenues dans un bon état de conservation.

## Structure
Le donjon, de forme quadrangulaire, mesure 15,30 mètres sur 12,10 mètres. Tout comme à Moret-sur-Loing, le donjon présente des mêmes dispositions de deux contreforts plats qui encadrent chaque angle. À la suite des destructions, ne subsistent aujourd'hui parmi les ruines, que le côté nord-ouest, une grande partie du côté sud-ouest, une partie minime du côté sud-est. Ainsi, on retrouve les angles nord, ouest et sud. On distingue aussi deux courts retours sur les murs manquants (côte nord-est et côté sud-est). Les murs du gros œuvre comportent une hauteur de deux étages et sont épais de 2,30 m. Ils sont composés de pierre calcaire à joints assez épais où figurent des trous de boulins ayant servi aux échafaudages lors de la construction. Les contreforts sont de pierre de taille assemblées à joints minces. Elles sont plus grosses et plus dures que ceux des murs. 
Chaque face comporte deux ouvertures, rectangulaires à l’extérieur. On distingue une ouverture au seuil, près de l'angle nord, qui semblerait s'apparenter à une porte. Vers le contrefort de l'angle sud sont accrochées de pierres d'attente, dont on suppose une appartenance à une échauguette ou à des latrines, auxquelles on accède par l'angle du donjon. 
On distingue l'amorce d'une tourelle extérieure adjointe au donjon sur le retour est de l'angle sud. Il pourrait s'agir de la tourelle d'accès. Celle-ci aurait abrité un oratoire dirigé vers l'Orient, et supposerait l'existence d'un dôme disparu de nos jours.
Le donjon est une tour circulaire dont il reste de vestiges.

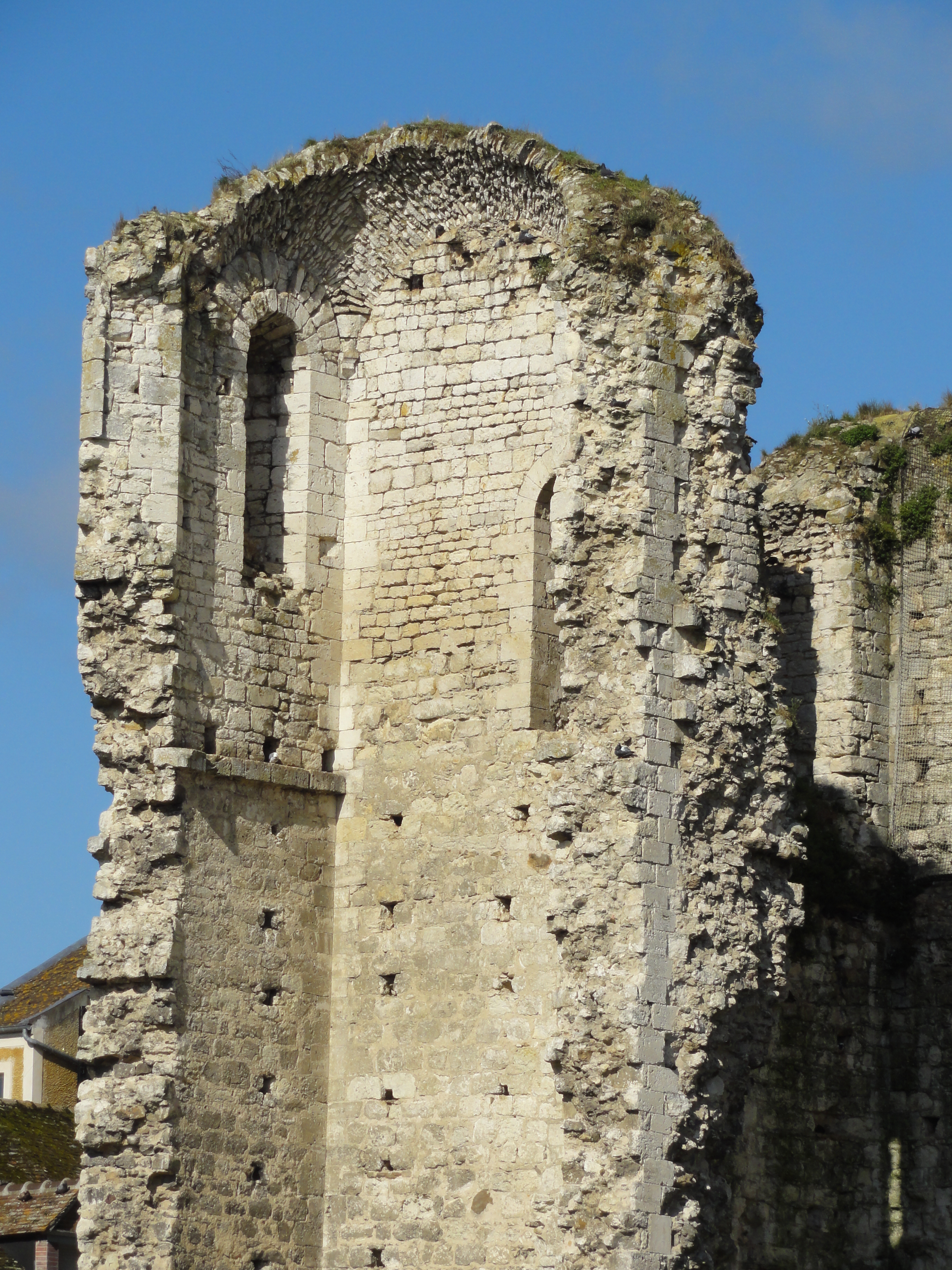
Tourelle.
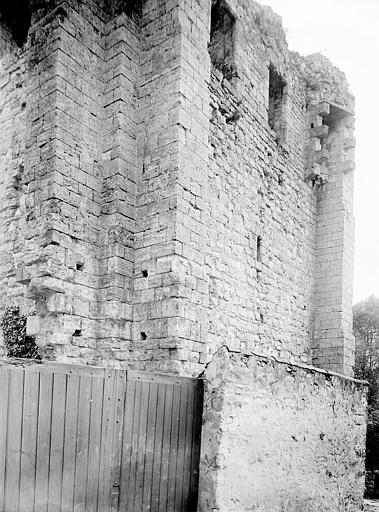
Détail du chœur.
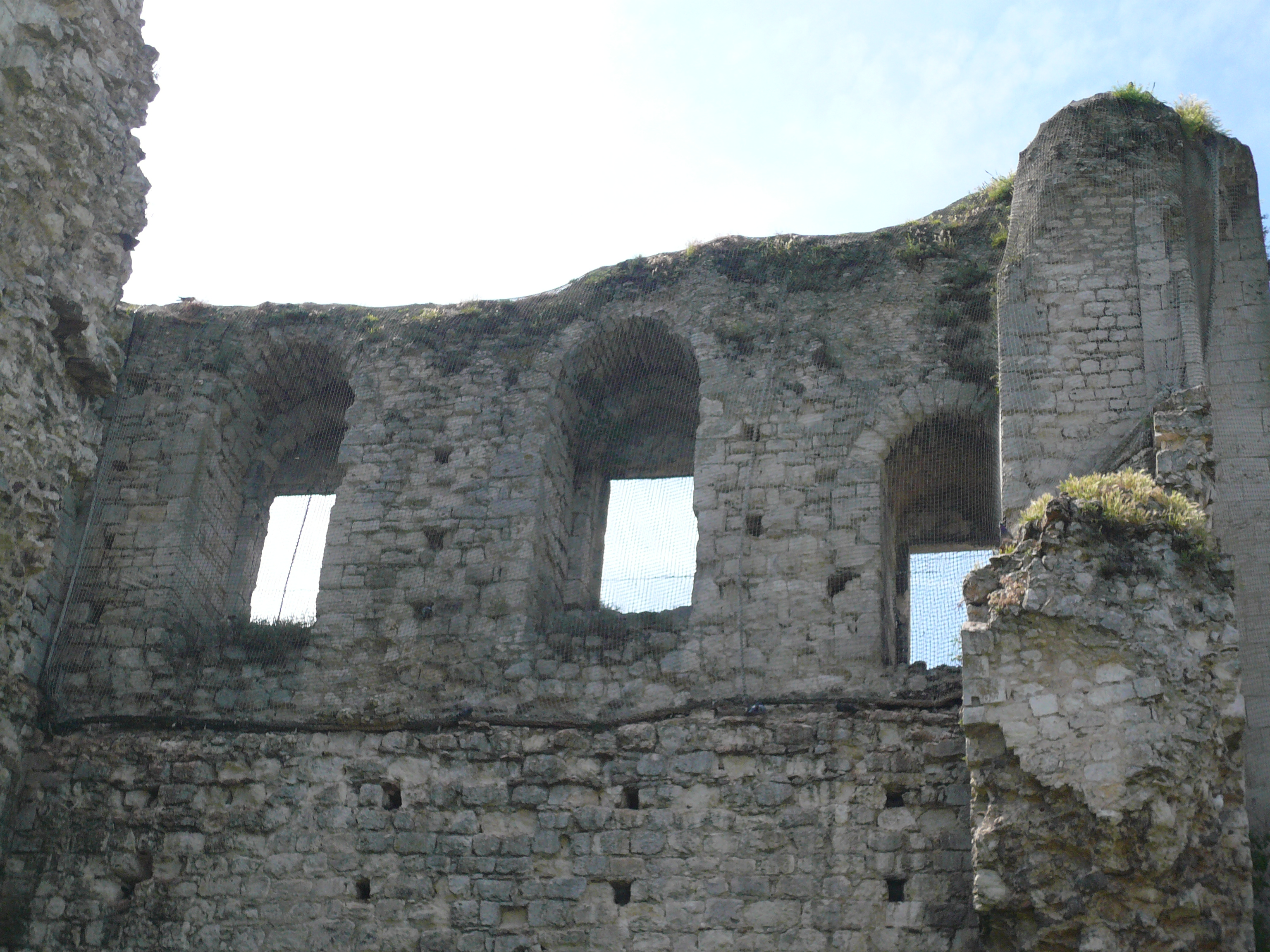
Détail des fenêtres.
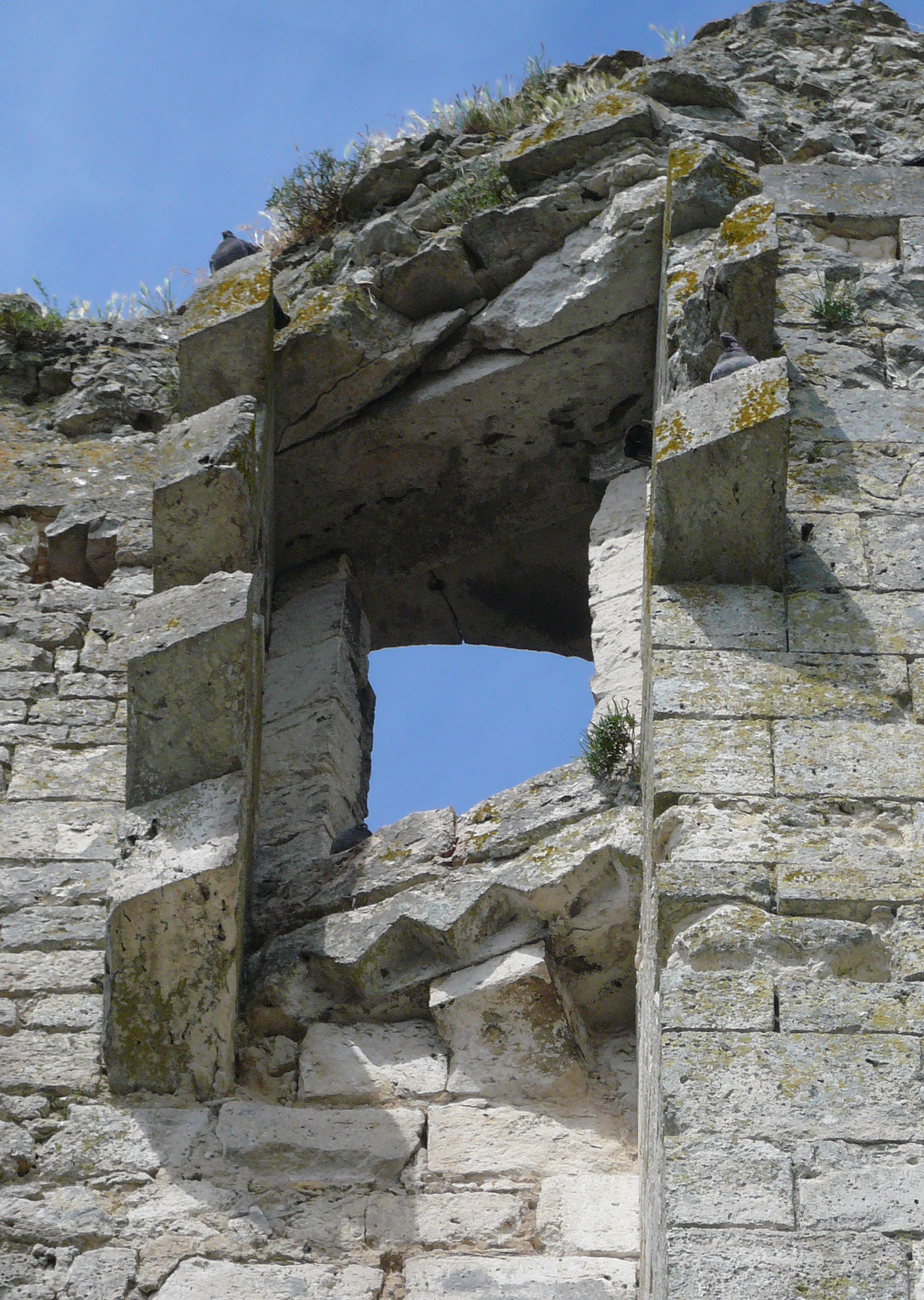
Pierres d'attente.

## Environs
Un parc de 3 000 m2 entoure la tour et les ruines. Peints par de nombreux artistes au XIXe siècle, ces jardins ont été reconstitués tels qu'ils étaient quand Carl Larsson et Jean-Baptiste Camille Corot les ont peints. On retrouve aussi les jardins de la tour de Ganne dans la peinture de Kuroda Seiki.
Également située non loin du pont sur le Loing qui enjambe le Loing, la tour renferme à ses pieds une borne royale fleurdelysée numérotée « 36 ». Deux lavoirs restaurés datant du XIXe siècle sont en outre disposés en contrebas du parc, dont l'un d'eux figure sur une toile d'Asai Chū, ainsi qu'une grange donnée à la ville par une dénommée Guillerat.

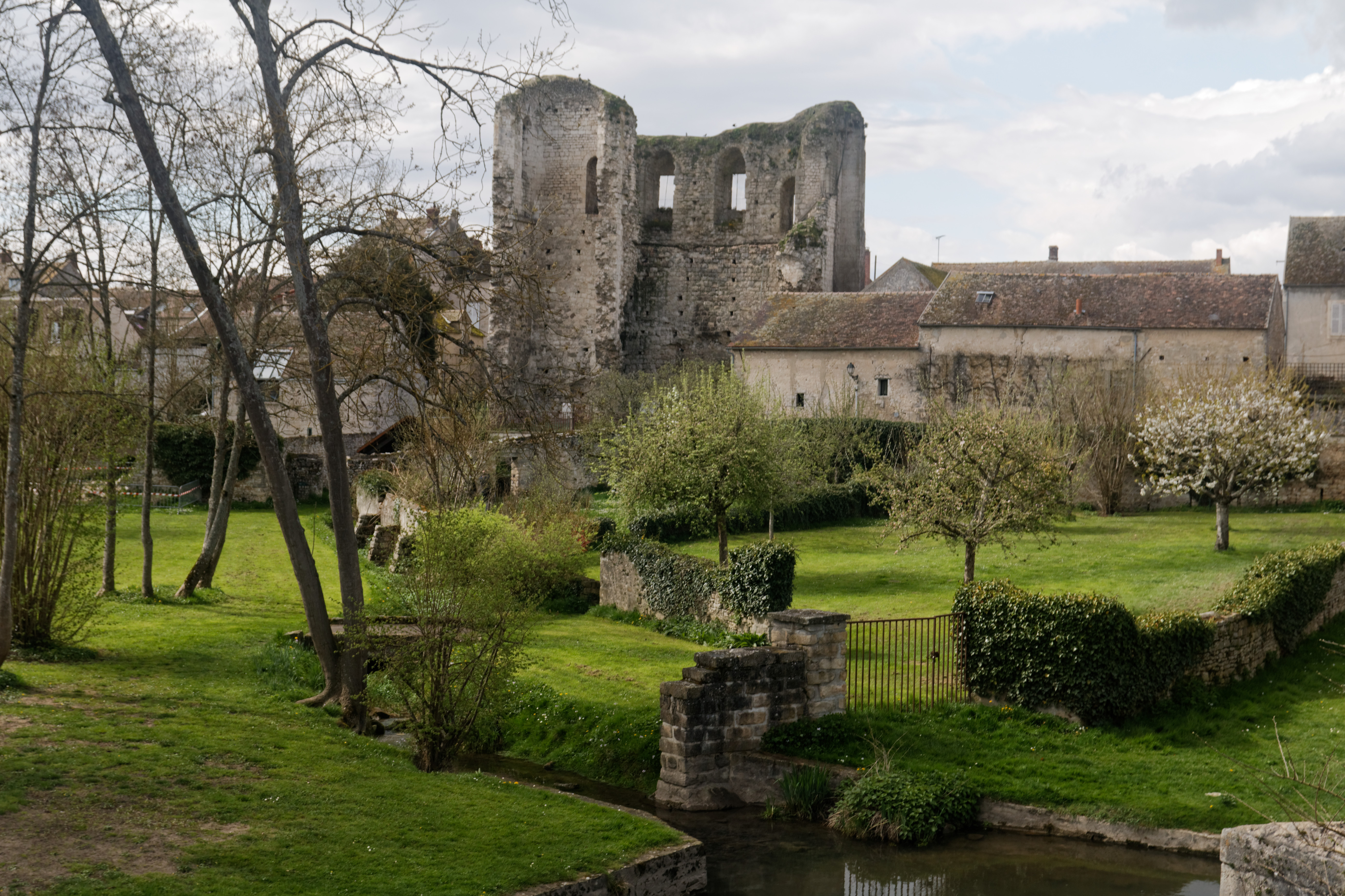
Vue sur les jardins.
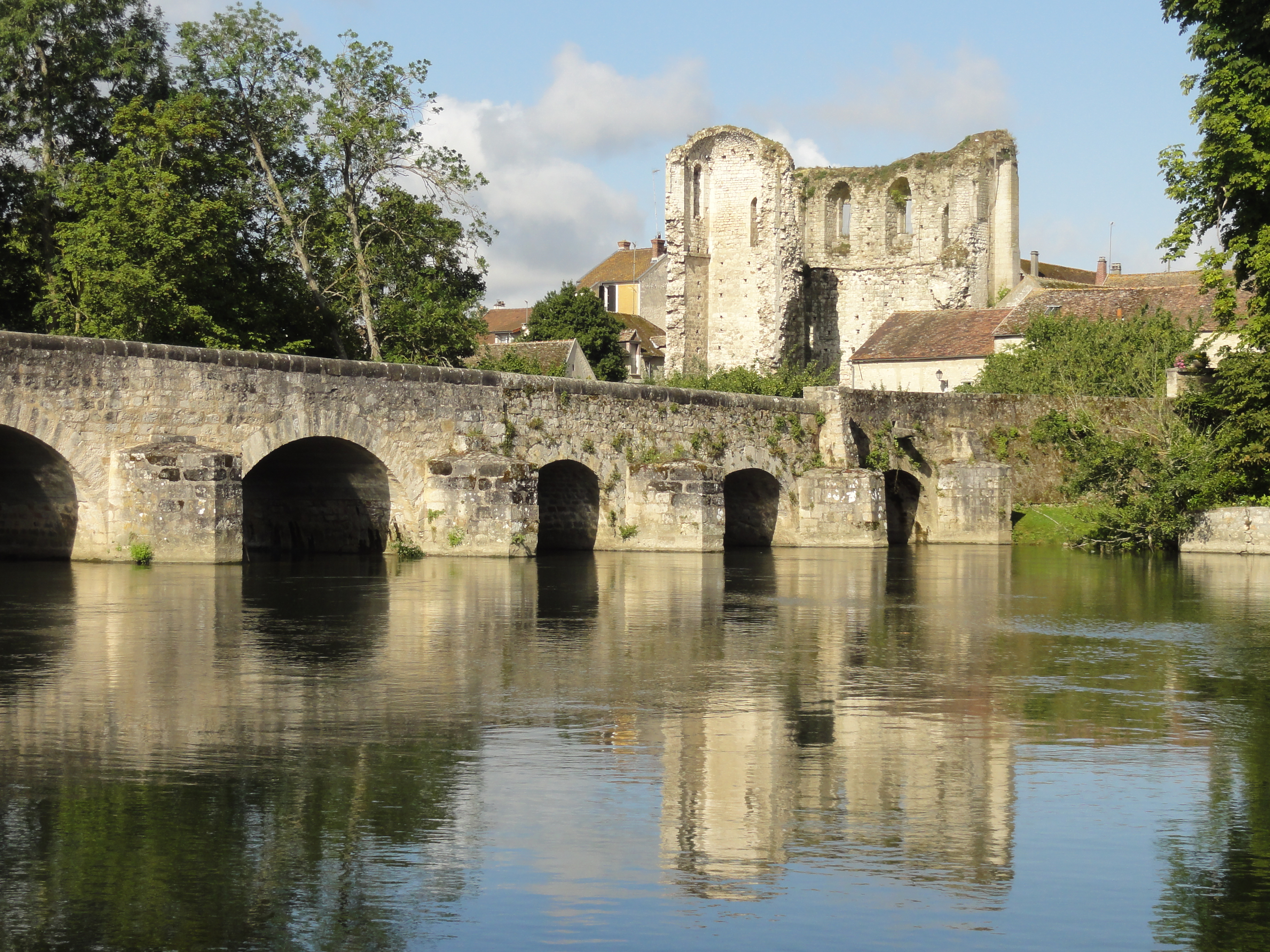
Pont et ruines vus depuis la rive droite du Loing.
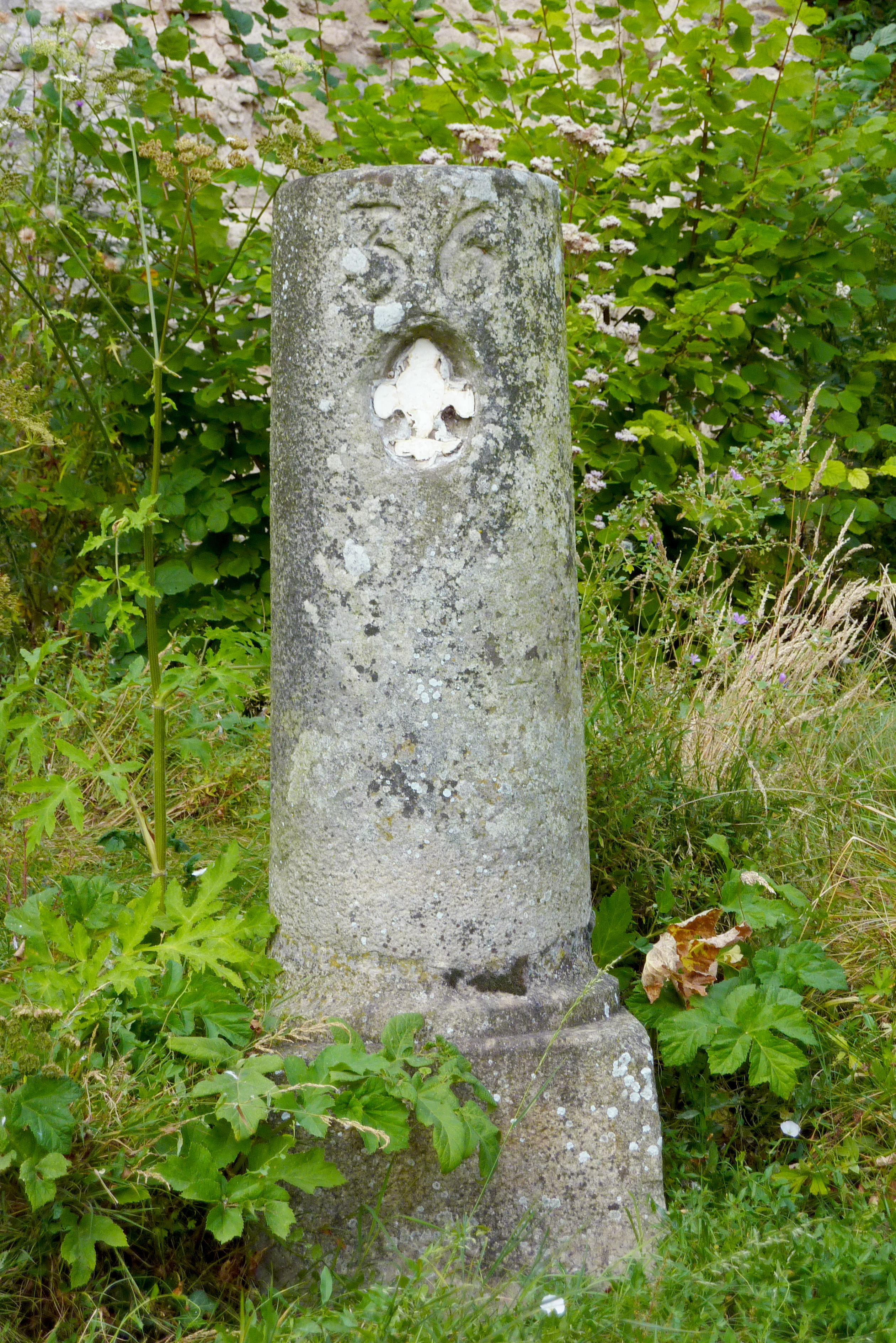
Borne routière.

## Représentations culturelles
| Titre                                             | Illustration | Type     | Auteur            | Date      | Remarques                                                           |
| ------------------------------------------------- | ------------ | -------- | ----------------- | --------- | ------------------------------------------------------------------- |
| Vestiges d'Antiquité en la petite ville de Grestz |              | Gravure  | Claude Chastillon | Vers 1600 |                                                                     |
| Le Donjon vu du Loing                             |              | Gravure  | C. Sauvageot      |           |                                                                     |
| Pont de Grez-sur-Loing                            |              | Peinture | Asai Chū          | 1902      | Tour représentée au dernier plan, derrière les branches des arbres. |